# Francisco Zas
Francisco Javier Zas Couce (La Coruña, 19 de febrero de 1972) es un deportista español que compitió en taekwondo.
Ganó dos medallas en el Campeonato Mundial de Taekwondo, en los años 1993 y 1999, y tres medallas en el Campeonato Europeo de Taekwondo entre los años 1994 y 2000. Participó en los Juegos Olímpicos de Sídney 2000, donde finalizó undécimo en la categoría de –68 kg.

## Palmarés internacional
| Campeonato Mundial | Campeonato Mundial          | Campeonato Mundial | Campeonato Mundial |
| Año                | Lugar                       | Medalla            | Categoría          |
| ------------------ | --------------------------- | ------------------ | ------------------ |
| 1993               | Nueva York (Estados Unidos) | Medalla de bronce  | –64 kg             |
| 1999               | Edmonton (Canadá)           | Medalla de bronce  | –67 kg             |
| Campeonato Europeo |                             |                    |                    |
| Año                | Lugar                       | Medalla            | Categoría          |
| 1994               | Zagreb (Croacia)            | Medalla de oro     | –64 kg             |
| 1996               | Helsinki (Finlandia)        | Medalla de bronce  | –64 kg             |
| 2000               | Patras (Grecia)             | Medalla de bronce  | –67 kg             |